# Liste der denkmalgeschützten Objekte in Blumau-Neurißhof
Die Liste der denkmalgeschützten Objekte in Blumau-Neurißhof enthält die 47 denkmalgeschützten, unbeweglichen Objekte der Gemeinde Blumau-Neurißhof im niederösterreichischen Bezirk Baden.

## Denkmäler
| Foto |                 | Denkmal                                                                           | Standort                                                        | Beschreibung | Metadaten |
| ---- | --------------- | --------------------------------------------------------------------------------- | --------------------------------------------------------------- | --- | --- |
| ja   | Datei hochladen | Kath. Filialkirche hl. Josef, ehem. Konsumverein HERIS-ID: 66578 Objekt-ID: 79481 | Anton-Rauchplatz 1 Standort KG: Blumau-Neurißhof                | Das einstige Verkaufslokal des Konsumvereinens wurde 1917 in einem Mischstil aus Industriearchitektur und Heimatstil errichtet, blieb aber unvollendet. Im Jahr 1935 wurde das Gebäude zu einer Kirche mit einem Dachreiter umgebaut.                                            | BDA-Hist.: Q22691391 Status: Bescheid Stand der BDA-Liste: 2025-06-30 Name: Kath. Filialkirche hl. Josef, ehem. Konsumverein GstNr.: 1151/116 Filialkirche Neurißhof            |
| ja   | Datei hochladen | Obelisk HERIS-ID: 66573 Objekt-ID: 79476                                          | Denkmalplatz Standort KG: Blumau-Neurißhof                      | Der Obelisk am Denkmalplatz von Neurißhof wurde am 1. Mai 1960 enthüllt. Eine Inschriftstafel gemahnt an die Geschichte der Republik Österreich und an den Abzug der Besatzungsmächte nach dem Zweiten Weltkrieg.                                                                | BDA-Hist.: Q38113694 Status: § 2a Stand der BDA-Liste: 2025-06-30 Name: Obelisk GstNr.: 43                                                                                      |
| ja   | Datei hochladen | Arbeiterwohnhaus HERIS-ID: 45579 Objekt-ID: 46953                                 | Denkmalplatz 3 Standort KG: Blumau-Neurißhof                    | Die Wohnhäuser für Arbeiter und Angestellte am Denkmalplatz wurden 1916 errichtet. | BDA-Hist.: Q38016733 Status: Bescheid Stand der BDA-Liste: 2025-06-30 Name: Arbeiterwohnhaus GstNr.: 38/1                                                                       |
| ja   | Datei hochladen | Arbeiterwohnhaus HERIS-ID: 45580 Objekt-ID: 46954                                 | Denkmalplatz 4 Standort KG: Blumau-Neurißhof                    | Die Wohnhäuser für Arbeiter und Angestellte am Denkmalplatz wurden 1916 errichtet. | BDA-Hist.: Q38016743 Status: Bescheid Stand der BDA-Liste: 2025-06-30 Name: Arbeiterwohnhaus GstNr.: 38/2                                                                       |
| ja   | Datei hochladen | Arbeiterwohnhaus HERIS-ID: 45581 Objekt-ID: 46955                                 | Feuerwehrstraße 2 Standort KG: Blumau-Neurißhof                 | Das an die später erbaute Pfarrkirche angrenzende Gebäude wurde 1917 als Konsumhaus errichtet. | BDA-Hist.: Q38016752 Status: Bescheid Stand der BDA-Liste: 2025-06-30 Name: Arbeiterwohnhaus GstNr.: 1151/112                                                                   |
| ja   | Datei hochladen | Feuerwehrgebäude HERIS-ID: 45582 Objekt-ID: 46956                                 | Feuerwehrstraße 6 Standort KG: Blumau-Neurißhof                 | Der große U-förmige Bau mit einem fünfgeschoßigen Turm wurde 1916 im Heimatstil errichtet. | BDA-Hist.: Q38016762 Status: Bescheid Stand der BDA-Liste: 2025-06-30 Name: Feuerwehrgebäude GstNr.: 1151/115 Fire station in Neurißhof                                         |
| ja   | Datei hochladen | Wohnhaus, ehem. Direktionsgebäude HERIS-ID: 45611 Objekt-ID: 46985                | Hauptallee 3 Standort KG: Blumau-Neurißhof                      | Das Direktionsgebäude der ehemaligen Kaserne schufen Siegfried Theiss und Hans Jaksch im Jahr 1915. Das stattliche zweigeschoßige Bauwerk weist ein Attikageschoß, hohe Walmdächer sowie über dem Rundbogenportal einen dreiteiligen Erker auf.                                  | BDA-Hist.: Q38017041 Status: Bescheid Stand der BDA-Liste: 2025-06-30 Name: Wohnhaus, ehem. Direktionsgebäude GstNr.: 1272/4 Direktionsgebäude Hauptallee 3, Blumau             |
| ja   | Datei hochladen | Wohnhaus, ehem. Bürogebäude HERIS-ID: 45612 Objekt-ID: 46986                      | Hauptallee 4 Standort KG: Blumau-Neurißhof                      | Das zweigeschoßige einstige Bürogebäude entstand in den 1890er Jahren. | BDA-Hist.: Q38017052 Status: Bescheid Stand der BDA-Liste: 2025-06-30 Name: Wohnhaus, ehem. Bürogebäude GstNr.: 1287/1                                                          |
| ja   | Datei hochladen | Pfarrhof und Kalasantiner-Kollegium HERIS-ID: 66575 Objekt-ID: 79478              | Hauptallee 7 Standort KG: Blumau-Neurißhof                      | Das zweigeschoßige ehemalige Kommandantenwohngebäude der k. und k. Pulverfabrik aus dem Jahr 1891 diente ab den 1930ern als Pfarrhof sowie Kollegium des Kalasantiner-Ordens. | BDA-Hist.: Q38113705 Status: § 2a Stand der BDA-Liste: 2025-06-30 Name: Pfarrhof und Kalasantiner-Kollegium GstNr.: 1279                                                        |
| ja   | Datei hochladen | Ehem. Beamtenwohngebäude HERIS-ID: 45613 Objekt-ID: 46987                         | Hauptallee 8 Standort KG: Blumau-Neurißhof                      | Das zweigeschoßige ehemalige Beamtenwohngebäude der Pulverfabrik wurde 1891 erbaut. | BDA-Hist.: Q38017062 Status: Bescheid Stand der BDA-Liste: 2025-06-30 Name: Ehem. Beamtenwohngebäude GstNr.: 1280                                                               |
| ja   | Datei hochladen | Ehem. Offizierswohnhäuser HERIS-ID: 45583 Objekt-ID: 46957                        | Hauptstraße 2, 6, 8 Standort KG: Blumau-Neurißhof               | Die villenartigen ehemaligen Offizierswohnhäuser von Siegfried Theiss und Hans Jaksch entstanden von 1915 bis 1917. Sie sind vom Heimatstil auf klassizistischer Grundlage geprägt.                                                                                              | BDA-Hist.: Q38016772 Status: Bescheid Stand der BDA-Liste: 2025-06-30 Name: Ehem. Offizierswohnhäuser GstNr.: 1162/2, 1162/3, 1162/5 Offizierswohnhäuser Hauptstraße, Neurißhof |
| ja   | Datei hochladen | Ehem. Offizierswohnhaus HERIS-ID: 113310 Objekt-ID: 131598seit 2020               | Hauptstraße 4 Standort KG: Blumau-Neurißhof                     | Die villenartigen ehemaligen Offizierswohnhäuser von Siegfried Theiss und Hans Jaksch entstanden von 1915 bis 1917. Sie sind vom Heimatstil auf klassizistischer Grundlage geprägt.                                                                                              | BDA-Hist.: Q105647125 Status: Bescheid Stand der BDA-Liste: 2025-06-30 Name: Ehem. Offizierswohnhaus GstNr.: 1162/4 Offizierswohnhäuser Hauptstraße, Neurißhof                  |
| ja   | Datei hochladen | Arbeiterwohnhäuser HERIS-ID: 45584 Objekt-ID: 46958                               | Hauptstraße 5 und 7 Standort KG: Blumau-Neurißhof               | Diese Wohnhäuser für Arbeiter und Angestellte wurden vor 1936 errichtet. | BDA-Hist.: Q38016783 Status: Bescheid Stand der BDA-Liste: 2025-06-30 Name: Arbeiterwohnhäuser GstNr.: 1174/38                                                                  |
| ja   | Datei hochladen | Ehem. Direktions- und Verwaltungsgebäude HERIS-ID: 45610 Objekt-ID: 46984         | Josef Holzinger-Straße 3 Standort KG: Blumau-Neurißhof          | Das zweigeschoßige ehemalige Direktions- und Verwaltungsgebäude mit einer großen verglasten Veranda an seiner Ostseite wurde um 1916 errichtet. | BDA-Hist.: Q38017032 Status: Bescheid Stand der BDA-Liste: 2025-06-30 Name: Ehem. Direktions- und Verwaltungsgebäude GstNr.: 1176/26                                            |
| ja   | Datei hochladen | Kaserne HERIS-ID: 45585 Objekt-ID: 46959                                          | Kasernenstraße 1 Standort KG: Blumau-Neurißhof                  | Die ehemalige Erzherzog-Salvator-Kaserne ist ein langgestreckter zweigeschoßiger Bau aus dem Jahr 1915. Sie weist einen gestaffelten Mittelteil unter steilem Walmdach sowie ein hohes Attikageschoß auf. Sie besteht aus zwei Objekten, die beide für sich unter Schutz stehen. | BDA-Hist.: Q38016792 Status: Bescheid Stand der BDA-Liste: 2025-06-30 Name: Kaserne GstNr.: 1162/94 Erzherzog-Salvator-Kaserne, Neurißhof                                       |
| ja   | Datei hochladen | Kaserne HERIS-ID: 45586 Objekt-ID: 46960                                          | Kasernenstraße 3 Standort KG: Blumau-Neurißhof                  | Das zweite Objekt der ehemaligen Salvator-Kaserne mit hofseitigen Flügelbauten steht jenseits des großen Exerzierplatzes. | BDA-Hist.: Q38016813 Status: Bescheid Stand der BDA-Liste: 2025-06-30 Name: Kaserne GstNr.: 1162/26 Erzherzog-Salvator-Kaserne, Neurißhof                                       |
| ja   | Datei hochladen | Arbeiterwohnhaus HERIS-ID: 45624 Objekt-ID: 46999                                 | Kasinostraße 1 Standort KG: Blumau-Neurißhof                    | Der große mehrflügelige Arbeiterwohnbau entstand in den 1890er Jahren. | BDA-Hist.: Q38017083 Status: Bescheid Stand der BDA-Liste: 2025-06-30 Name: Arbeiterwohnhaus GstNr.: 1335/1 Arbeiterwohnhaus Kasinostraße 1, Blumau                             |
| ja   | Datei hochladen | Arbeiterwohnhäuser HERIS-ID: 45626 Objekt-ID: 47001                               | Kasinostraße 4, 8, 12 Standort KG: Blumau-Neurißhof             | Die zweigeschoßigen Wohnhäuser für Arbeiter und Angestellte wurden 1891 errichtet. | BDA-Hist.: Q38017123 Status: Bescheid Stand der BDA-Liste: 2025-06-30 Name: Arbeiterwohnhäuser GstNr.: 1334/5 Arbeiterwohnhäuser Kasinostraße 4, 8, 12, Blumau                  |
| ja   | Datei hochladen | Ehem. Kraftfahrzeugshalle HERIS-ID: 45625 Objekt-ID: 47000                        | Kasinostraße 5 Standort KG: Blumau-Neurißhof                    | Die ehemalige Kraftfahrzeugshalle entstand um 1916 im Heimatstil mit barocken Formen. An den zweigeschoßigen Mitteltrakt schließen ebenerdige Flügelbauten an. Der langgestreckte Gartentrakt ist von Formen des Biedermeier geprägt.                                            | BDA-Hist.: Q38017113 Status: Bescheid Stand der BDA-Liste: 2025-06-30 Name: Ehem. Kraftfahrzeugshalle GstNr.: 1336/13 Kraftfahrzeugshalle, Blumau                               |
| ja   | Datei hochladen | Arbeiterwohnhaus HERIS-ID: 45587 Objekt-ID: 46961                                 | Koloniestraße 1 Standort KG: Blumau-Neurißhof                   | Das Wohnhaus in der Koloniestraße 1 wurde 1916 errichtet. | BDA-Hist.: Q38016822 Status: Bescheid Stand der BDA-Liste: 2025-06-30 Name: Arbeiterwohnhaus GstNr.: 38/4                                                                       |
| ja   | Datei hochladen | Arbeiterwohnhaus HERIS-ID: 45588 Objekt-ID: 46962                                 | Koloniestraße 2 Standort KG: Blumau-Neurißhof                   | Das Wohnhaus in der Koloniestraße 2 wurde 1916 errichtet. | BDA-Hist.: Q38016832 Status: Bescheid Stand der BDA-Liste: 2025-06-30 Name: Arbeiterwohnhaus GstNr.: 27/2                                                                       |
| ja   | Datei hochladen | Arbeiterwohnhaus HERIS-ID: 45589 Objekt-ID: 46963                                 | Koloniestraße 3 Standort KG: Blumau-Neurißhof                   | Das Wohnhaus in der Koloniestraße 3 wurde 1916 errichtet. | BDA-Hist.: Q38016843 Status: Bescheid Stand der BDA-Liste: 2025-06-30 Name: Arbeiterwohnhaus GstNr.: 38/3                                                                       |
| ja   | Datei hochladen | Arbeiterwohnhaus HERIS-ID: 45590 Objekt-ID: 46964                                 | Koloniestraße 4 Standort KG: Blumau-Neurißhof                   | Das Wohnhaus in der Koloniestraße 4 wurde 1916 errichtet. | BDA-Hist.: Q38016851 Status: Bescheid Stand der BDA-Liste: 2025-06-30 Name: Arbeiterwohnhaus GstNr.: 27/1                                                                       |
| ja   | Datei hochladen | Arbeiterwohnhaus HERIS-ID: 45591 Objekt-ID: 46965                                 | Koloniestraße 5 Standort KG: Blumau-Neurißhof                   | Das Wohnhaus in der Koloniestraße 5 wurde 1916 errichtet. | BDA-Hist.: Q38016859 Status: Bescheid Stand der BDA-Liste: 2025-06-30 Name: Arbeiterwohnhaus GstNr.: 60/4                                                                       |
| ja   | Datei hochladen | Arbeiterwohnhaus HERIS-ID: 45592 Objekt-ID: 46966                                 | Koloniestraße 6 Standort KG: Blumau-Neurißhof                   | Das Wohnhaus in der Koloniestraße 6 wurde 1916 errichtet. | BDA-Hist.: Q38016861 Status: Bescheid Stand der BDA-Liste: 2025-06-30 Name: Arbeiterwohnhaus GstNr.: 79/3                                                                       |
| ja   | Datei hochladen | Arbeiterwohnhaus HERIS-ID: 45593 Objekt-ID: 46967                                 | Koloniestraße 7 Standort KG: Blumau-Neurißhof                   | Das Wohnhaus in der Koloniestraße 7 wurde 1916 errichtet. | BDA-Hist.: Q38016862 Status: Bescheid Stand der BDA-Liste: 2025-06-30 Name: Arbeiterwohnhaus GstNr.: 60/3                                                                       |
| ja   | Datei hochladen | Arbeiterwohnhaus HERIS-ID: 45594 Objekt-ID: 46968                                 | Koloniestraße 8 Standort KG: Blumau-Neurißhof                   | Das Wohnhaus in der Koloniestraße 8 wurde 1916 errichtet. | BDA-Hist.: Q38016863 Status: Bescheid Stand der BDA-Liste: 2025-06-30 Name: Arbeiterwohnhaus GstNr.: 79/1                                                                       |
| ja   | Datei hochladen | Arbeiterwohnhaus HERIS-ID: 45595 Objekt-ID: 46969                                 | Koloniestraße 9 Standort KG: Blumau-Neurißhof                   | Das Wohnhaus in der Koloniestraße 9 wurde 1916 errichtet. | BDA-Hist.: Q38016874 Status: Bescheid Stand der BDA-Liste: 2025-06-30 Name: Arbeiterwohnhaus GstNr.: 60/2                                                                       |
| ja   | Datei hochladen | Arbeiterwohnhaus HERIS-ID: 45596 Objekt-ID: 46970                                 | Koloniestraße 10 Standort KG: Blumau-Neurißhof                  | Das Wohnhaus in der Koloniestraße 10 wurde 1916 errichtet. | BDA-Hist.: Q38016897 Status: Bescheid Stand der BDA-Liste: 2025-06-30 Name: Arbeiterwohnhaus GstNr.: 79/2                                                                       |
| ja   | Datei hochladen | Arbeiterwohnhaus HERIS-ID: 45597 Objekt-ID: 46971                                 | Koloniestraße 11 Standort KG: Blumau-Neurißhof                  | Das Wohnhaus in der Koloniestraße 11 wurde 1916 errichtet. | BDA-Hist.: Q38016905 Status: Bescheid Stand der BDA-Liste: 2025-06-30 Name: Arbeiterwohnhaus GstNr.: 60/1                                                                       |
| ja   | Datei hochladen | Arbeiterwohnhaus HERIS-ID: 45598 Objekt-ID: 46972                                 | Marodenhausstraße 1 Standort KG: Blumau-Neurißhof               | Das Marodenhaus wurde 1916 errichtet. | BDA-Hist.: Q38016914 Status: Bescheid Stand der BDA-Liste: 2025-06-30 Name: Arbeiterwohnhaus GstNr.: 1174/36                                                                    |
| ja   | Datei hochladen | Arbeiterwohnhaus HERIS-ID: 45599 Objekt-ID: 46973                                 | Marodenhausstraße 3 Standort KG: Blumau-Neurißhof               | Die drei um einen kleinen Platz angeordneten, zweigeschoßigen Arbeiterwohnhäuser wurden in den 1890er Jahren erbaut. | BDA-Hist.: Q38016925 Status: Bescheid Stand der BDA-Liste: 2025-06-30 Name: Arbeiterwohnhaus GstNr.: 1174/35                                                                    |
| ja   | Datei hochladen | Arbeiterwohnhaus HERIS-ID: 45600 Objekt-ID: 46974                                 | Marodenhausstraße 5 Standort KG: Blumau-Neurißhof               | Die drei um einen kleinen Platz angeordneten, zweigeschoßigen Arbeiterwohnhäuser wurden in den 1890er Jahren erbaut. | BDA-Hist.: Q38016934 Status: Bescheid Stand der BDA-Liste: 2025-06-30 Name: Arbeiterwohnhaus GstNr.: 1174/22                                                                    |
| ja   | Datei hochladen | Arbeiterwohnhaus HERIS-ID: 45601 Objekt-ID: 46975                                 | Marodenhausstraße 6 Standort KG: Blumau-Neurißhof               | Die drei um einen kleinen Platz angeordneten, zweigeschoßigen Arbeiterwohnhäuser wurden in den 1890er Jahren erbaut. | BDA-Hist.: Q38016944 Status: Bescheid Stand der BDA-Liste: 2025-06-30 Name: Arbeiterwohnhaus GstNr.: 1174/16                                                                    |
| ja   | Datei hochladen | Wasserturm HERIS-ID: 66583 Objekt-ID: 79486                                       | Pottendorferstraße 12b Standort KG: Blumau-Neurißhof            | Der 1914/15 erbaute Wasserturm der ehemaligen k. und k. Pulverfabrik ist ein Stahlbeton-Ständerbau auf achteckigem Grundriss. | BDA-Hist.: Q38113742 Status: Bescheid Stand der BDA-Liste: 2025-06-30 Name: Wasserturm GstNr.: 1236/16 Wasserturm Neurißhof                                                     |
| ja   | Datei hochladen | Friedhof mit Kapelle und Heldenfriedhof HERIS-ID: 66584 Objekt-ID: 79487          | Sollenauerstraße 124, nordöstlich Standort KG: Blumau-Neurißhof | Der Friedhof mit dem Heldenfriedhof befindet sich im Südosten des Ortes. Die neugotische Kapelle mit T-förmigem Grundriss wurde um 1916 erbaut. Der Soldatenfriedhof befindet sich zur Gänze auf dem Gebiet der Gemeinde Schönau an der Triesting, ist aber hier mitausgewiesen. | BDA-Hist.: Q38113751 Status: § 2a Stand der BDA-Liste: 2025-06-30 Name: Friedhof mit Kapelle und Heldenfriedhof GstNr.: 1249/1, 1249/2, 1357 Friedhof Blumau                    |
| ja   | Datei hochladen | Arbeiterwohnhaus HERIS-ID: 45602 Objekt-ID: 46976                                 | Teesdorfer Straße 2 Standort KG: Blumau-Neurißhof               | Das Wohnhaus in der Teesdorfer Straße 2 wurde 1916 errichtet. | BDA-Hist.: Q38016954 Status: Bescheid Stand der BDA-Liste: 2025-06-30 Name: Arbeiterwohnhaus GstNr.: 60/8                                                                       |
| ja   | Datei hochladen | Arbeiterwohnhaus HERIS-ID: 45603 Objekt-ID: 46977                                 | Teesdorfer Straße 4 Standort KG: Blumau-Neurißhof               | Das Wohnhaus in der Teesdorfer Straße 4 wurde 1916 errichtet. | BDA-Hist.: Q38016963 Status: Bescheid Stand der BDA-Liste: 2025-06-30 Name: Arbeiterwohnhaus GstNr.: 60/7                                                                       |
| ja   | Datei hochladen | Arbeiterwohnhaus HERIS-ID: 45604 Objekt-ID: 46978                                 | Teesdorfer Straße 5 Standort KG: Blumau-Neurißhof               | Das Wohnhaus in der Teesdorfer Straße 5 wurde 1916 errichtet. | BDA-Hist.: Q38016972 Status: Bescheid Stand der BDA-Liste: 2025-06-30 Name: Arbeiterwohnhaus GstNr.: 1151/146                                                                   |
| ja   | Datei hochladen | Arbeiterwohnhaus HERIS-ID: 45605 Objekt-ID: 46979                                 | Teesdorfer Straße 6 Standort KG: Blumau-Neurißhof               | Das Wohnhaus in der Teesdorfer Straße 6 wurde 1916 errichtet. | BDA-Hist.: Q38016981 Status: Bescheid Stand der BDA-Liste: 2025-06-30 Name: Arbeiterwohnhaus GstNr.: 60/6                                                                       |
| ja   | Datei hochladen | Arbeiterwohnhaus HERIS-ID: 66572 Objekt-ID: 79475                                 | Teesdorfer Straße 7 Standort KG: Blumau-Neurißhof               | Das Wohnhaus in der Teesdorfer Straße 7 wurde 1916 errichtet. | BDA-Hist.: Q38113684 Status: Bescheid Stand der BDA-Liste: 2025-06-30 Name: Arbeiterwohnhaus GstNr.: 1151/145                                                                   |
| ja   | Datei hochladen | Arbeiterwohnhaus HERIS-ID: 45606 Objekt-ID: 46980                                 | Teesdorfer Straße 8 Standort KG: Blumau-Neurißhof               | Das Wohnhaus in der Teesdorfer Straße 8 wurde 1916 errichtet. | BDA-Hist.: Q38016996 Status: Bescheid Stand der BDA-Liste: 2025-06-30 Name: Arbeiterwohnhaus GstNr.: 60/5                                                                       |
| ja   | Datei hochladen | Arbeiterwohnhaus HERIS-ID: 45607 Objekt-ID: 46981                                 | Teesdorfer Straße 9 Standort KG: Blumau-Neurißhof               | Das Wohnhaus in der Teesdorfer Straße 9 wurde 1916 errichtet. | BDA-Hist.: Q38017006 Status: Bescheid Stand der BDA-Liste: 2025-06-30 Name: Arbeiterwohnhaus GstNr.: 1151/144                                                                   |
| ja   | Datei hochladen | Arbeiterwohnhaus HERIS-ID: 45608 Objekt-ID: 46982                                 | Teesdorfer Straße 11 Standort KG: Blumau-Neurißhof              | Das Wohnhaus in der Teesdorfer Straße 11 wurde 1916 errichtet. | BDA-Hist.: Q38017013 Status: Bescheid Stand der BDA-Liste: 2025-06-30 Name: Arbeiterwohnhaus GstNr.: 1151/143                                                                   |
| ja   | Datei hochladen | Ehem. Verwaltungsgebäude der Kunstsalpeterfabrik HERIS-ID: 45609 Objekt-ID: 46983 | Werkstraße 6b Standort KG: Blumau-Neurißhof                     | Die ehemaligen Verwaltungsgebäude der Kunstsalpeterfabrik wurden 1912 in neoklassizistischen Formen errichtet. Die beiden symmetrischen zweigeschoßigen Baukörper sind durch einen offenen Gang mit dem Portalbau in der Mitte verbunden.                                        | BDA-Hist.: Q38017021 Status: Bescheid Stand der BDA-Liste: 2025-06-30 Name: Ehem. Verwaltungsgebäude der Kunstsalpeterfabrik GstNr.: 1389                                       |
| ja   | Datei hochladen | Villa, ehem. Direktionsgebäude HERIS-ID: 45627 Objekt-ID: 47002                   | Wiesenhausstraße 1 Standort KG: Blumau-Neurißhof                | Die beiden villenartigen Direktionswohngebäude wurden um 1916 mit neobarocken und klassizistischen Gestaltungselementen errichtet. | BDA-Hist.: Q38017133 Status: Bescheid Stand der BDA-Liste: 2025-06-30 Name: Villa, ehem. Direktionsgebäude GstNr.: 1336/11                                                      |
| ja   | Datei hochladen | Villa, ehem. Direktionsgebäude HERIS-ID: 45628 Objekt-ID: 47003                   | Wiesenhausstraße 3 Standort KG: Blumau-Neurißhof                | Die beiden villenartigen Direktionswohngebäude wurden um 1916 mit neobarocken und klassizistischen Gestaltungselementen errichtet. | BDA-Hist.: Q38017142 Status: Bescheid Stand der BDA-Liste: 2025-06-30 Name: Villa, ehem. Direktionsgebäude GstNr.: 1336/8                                                       |